# Episodi di The Bob Newhart Show (prima stagione)
La prima stagione della serie televisiva The Bob Newhart Show è stata trasmessa in anteprima negli Stati Uniti d'America dalla CBS tra il 16 settembre 1972 e il 10 marzo 1973.
| nº | Titolo originale                             | Titolo italiano | Prima TV USA      | Prima TV Italia |
| -- | -------------------------------------------- | --------------- | ----------------- | --------------- |
| 1  | Fly the Unfriendly Skies                     |                 | 16 settembre 1972 |                 |
| 2  | Tracy Grammar School, I'll Lick You Yet      |                 | 23 settembre 1972 |                 |
| 3  | Tennis, Emily?                               |                 | 30 settembre 1972 |                 |
| 4  | Mom, I L-L-Love You                          |                 | 7 ottobre 1972    |                 |
| 5  | Goodnight Nancy                              |                 | 21 ottobre 1972   |                 |
| 6  | Come Live with Me                            |                 | 28 ottobre 1972   |                 |
| 7  | Father Knows Worst                           |                 | 4 novembre 1972   |                 |
| 8  | Don't Go to Bed Mad                          |                 | 11 novembre 1972  |                 |
| 9  | P-I-L-O-T                                    |                 | 18 novembre 1972  |                 |
| 10 | Anything Happen While I Was Gone?            |                 | 25 novembre 1972  |                 |
| 11 | I Want to Be Alone                           |                 | 2 dicembre 1972   |                 |
| 12 | Bob and Emily and Howard and Carol and Jerry |                 | 9 dicembre 1972   |                 |
| 13 | I Owe It All to You... But Not That Much     |                 | 16 dicembre 1972  |                 |
| 14 | His Busiest Season                           |                 | 23 dicembre 1972  |                 |
| 15 | Let's Get Away from It Almost                |                 | 6 gennaio 1973    |                 |
| 16 | The Crash of 29 Years Old                    |                 | 13 gennaio 1973   |                 |
| 17 | The Man with the Golden Wrist                |                 | 20 gennaio 1973   |                 |
| 18 | The Two Loves of Dr. Hartley                 |                 | 27 gennaio 1973   |                 |
| 19 | Not with My Sister You Don't                 |                 | 3 febbraio 1973   |                 |
| 20 | A Home Is Not Necessarily a House            |                 | 10 febbraio 1973  |                 |
| 21 | Emily, I'm Home - Emily?                     |                 | 17 febbraio 1973  |                 |
| 22 | You Can't Win 'Em All                        |                 | 24 febbraio 1973  |                 |
| 23 | Bum Voyage                                   |                 | 3 marzo 1973      |                 |
| 24 | Who's Been Sleeping on My Couch?             |                 | 10 marzo 1973     |                 |